# Palazzo Marcello ai Tolentini

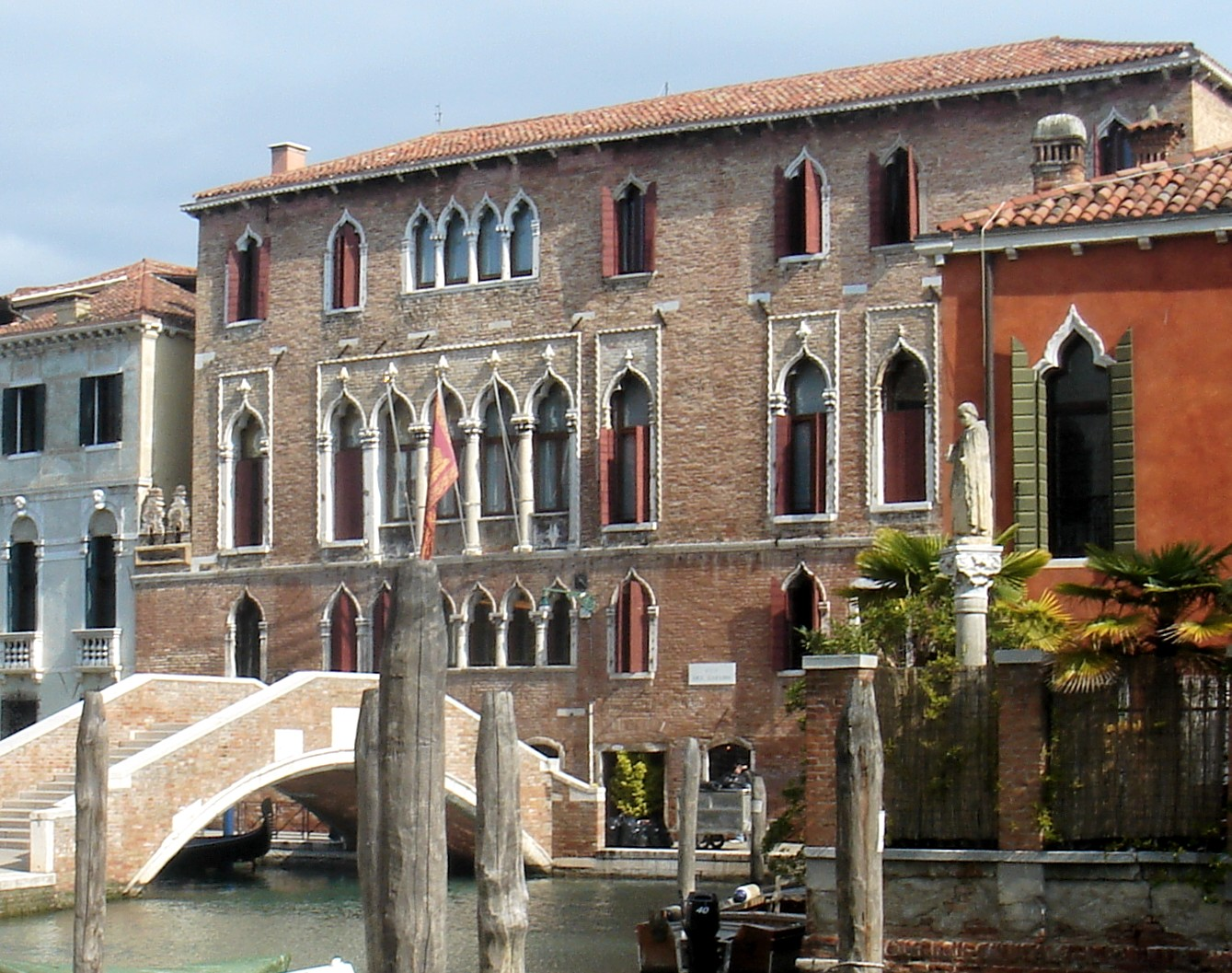
Palazzo Marcello ai Tolentini

Palazzo Marcello ai Tolentini, auch einfach Palazzo Marcello, ist ein Palast in Venedig in der italienischen Region Venetien. Er liegt im Sestiere Santa Croce gegenüber der Ponte di Santa Croce an der Einmündung des Rio di Malcanton.

## Geschichte

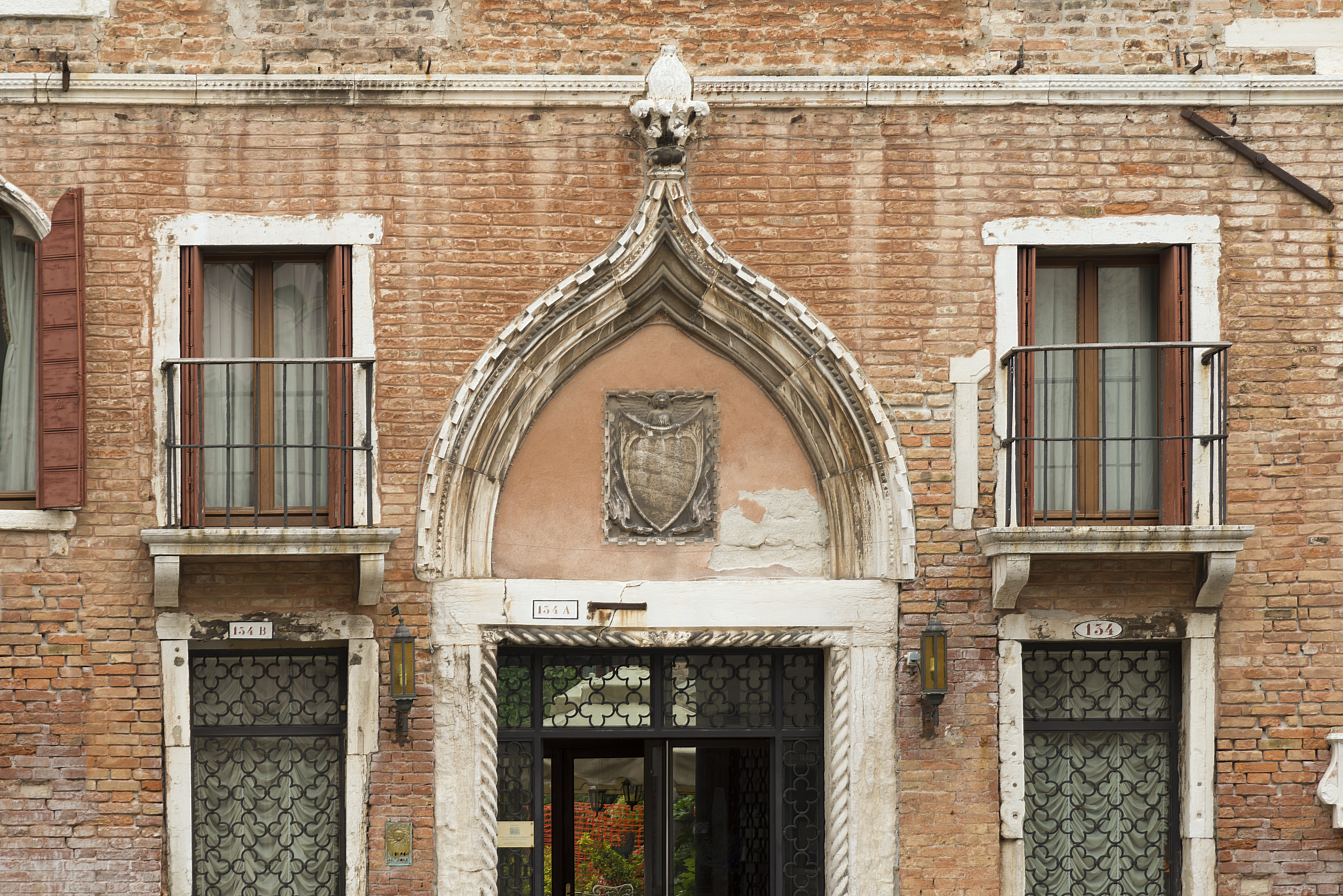
Wappen der Familie Marcello

Der Palazzo Marcello wurde im 15. Jahrhundert und blieb eines der Wohnhäuser der venezianischen Patrizierfamilie Marcello.
Heute ist das Gebäude in gutem Erhaltungszustand und beherbergt ein Hotel.

## Beschreibung
Der Palast zeichnet sich durch seine lange Fassade im gotischen Stil aus. Ein großes Fünffachfenster ziert den linken Teil des Hauptgeschosses; links davon befindet sich ein Einfachkielbogenfenster, rechts davon vier. Im Zwischengeschoss und im zweiten Obergeschoss entspricht die Fenstereinteilung dem des Hauptgeschosses, wobei die Fenster kleiner und anstatt des Fünffachfensters nur Vierfachfenster eingesetzt sind. Zwischengeschoss und Hauptgeschoss sind durch ein Gesims getrennt.

## Bibliografie
- Marcello Brusegan. I palazzi di Venezia. Newton & Compton, Rom 2007. ISBN 978-88-541-0820-2.